# Ada Kok
Aagje "Ada" Kok, född 6 juni 1947 i Amsterdam, är en nederländsk före detta simmare.
Kok blev olympisk guldmedaljör på 200 meter fjäril vid sommarspelen 1968 i Mexico City.